# Sam Bettens
Sam Bettens (Kapellen, 23 settembre 1972) è un cantante e musicista belga, transgender nato con nome Sarah Bettens.

## Carriera
È il cantante del gruppo alternative rock K's Choice, di cui fa parte anche, tra gli altri, suo fratello Gert Bettens. La band è stata fondata nei primi anni '90.
Ha collaborato alla realizzazione di colonne sonore e ha suonato dal vivo con Tonic, Alanis Morissette e altri gruppi e artisti.
Sam Bettens è nato a Kapellen, in Belgio. Ha avuto una grande fan base LGBT fin dall'inizio della sua carriera con i K's Choice, ma è stato solo nel maggio 2002 che ha ufficialmente fatto Coming out.
Nel 2003 i K's Choice si dividono, con i fratelli Gert e Sam che esplorano progetti solisti.
Nel 2004 ha esordito da solista con l'EP Go. Il suo primo album solista completo, Scream, è uscito in Europa il 14 marzo 2005 e negli Stati Uniti il 23 agosto 2005. I K's Choice si sono riformati nel 2009 con The new K's Choice.
Nel marzo 2007 ha pubblicato un EP con l'etichetta musicale online Fuzz. Il suo secondo album, "Shine", che include nuovi mix dei brani del Fuzz EP, è stato pubblicato nel 2007. È stato prodotto da Brad Wood. Il CD completo è stato distribuito gratuitamente con l'edizione del 13 ottobre del quotidiano fiammingo "De Morgen" in Belgio, che ha venduto 180 000 copie. Normalmente questo giornale vende 95 000 copie.
Nel 2007 Sam Bettens ha vinto un premio "EBBA": ogni anno gli "European Border Breakers Awards" riconoscono il successo di dieci artisti o gruppi emergenti che hanno raggiunto il pubblico al di fuori dei loro paesi con il loro primo album pubblicato a livello internazionale.
Alla fine del 2008, Bettens ha pubblicato l'album Never Say Goodbye, composto da registrazioni di spettacoli dal vivo dei K's Choice e canzoni soliste, cover e nuove canzoni che erano state suonate durante tour precedenti. L'album è disponibile solo nei concerti nel dal suo negozio online.
C'erano piani per concedere in licenza il singolo Come Over Here dal suo LP Scream per l'episodio 409 della serie americana The L Word. Tuttavia, i piani sono falliti a causa di problemi che coinvolgono il coautore e l'etichetta discografica del brano. La canzone appare anche nella premier Music With a Twist (Sony).
Dopo aver suonato al Michigan Womyn's Music Festival nel 2006 come solista, ha formato una band tutta al femminile per una performance nel 2007.
Sam attualmente vive a Johnson City, nel Tennessee, USA con la sua compagna e i suoi due figli e due figli adottivi. Nel giugno 2012 è diventato pompiere nel Dipartimento dei vigili del fuoco di Johnson City. Dopo un anno da pompiere, è tornato alla carriera di musicista e ha riformato i K's Choice con suo fratello Gert.

### Solista
Album
- 2005 - Scream
- 2007 - Shine
- 2008 - Never Say Goodbye

EP
- 2004 - Go

### K's Choice
- 1994 - The Great Subconscious Club
- 1996 - Paradise in Me
- 1998 - Cocoon Crash
- 2000 - Almost Happy
- 2010 - Echo Mountain
- 2011 - Little Echoes
- 2015 - The Phantom Cowboy
- 2017 - 25